# جوزيف هاولاند
جوزيف هاولاند هو ضابط وسياسي أمريكي، ولد في 3 ديسمبر 1834 في نيويورك في الولايات المتحدة، وتوفي في 31 مارس 1886 في منتون في فرنسا. نشط حزبياً في الحزب الجمهوري. وقد انتخب أمين صندوق الدولة ‏.